# Boks na Igrzyskach Ameryki Środkowej i Karaibów 1954
Boks na Igrzyskach Ameryki Środkowej i Karaibów 1954 – jedna z dyscyplin sportowych rozgrywana na igrzyskach Ameryki Środkowej i Karaibów 1954 w Meksyku. Zawodnicy rywalizowali w ośmiu kategoriach wagowych, a zawody w trwały od 12 do 18 marca.

## Medaliści
| Kategoria                  | Złoty                          | Srebrny                          | Brązowy                     |
| waga musza (50,8 kg.)      | Antonio Guevara · Meksyk       | Ramón Arias · Wenezuela          | Reinaldo Tabio · Kuba       |
| waga kogucia (53,5 kg.)    | Ernesto Figueroa · Meksyk      | Sergio Cárdenas · Kuba           | Jesús Enriquez · Wenezuela  |
| waga piórkowa (57,2 kg.)   | Ricardo César Orta · Wenezuela | Roberto Murillo · Panama         | Ricardo Rosáles · Gwatemala |
| waga lekka (61,2 kg.)      | Manuel Fuentes · Meksyk        | Epifanio Padrón · Wenezuela      | Manuel Barton · Panama      |
| waga półśrednia (66,7 kg.) | Enrique Gasca · Meksyk         | Salomón Carrizáles · Wenezuela   | Irving Blue · Panama        |
| waga średnia (72,6 kg.)    | José Edwin · Panama            | Marcelo Morales · Portoryko      | Raúl Tovar · Wenezuela      |
| waga półciężka (79,4 kg.)  | Lorenzo Vallés · Meksyk        | Francisco Contreras · Dominikana | José González · Wenezuela   |
| waga ciężka (+79,4 kg.)    | Luis Tapia · Portoryko         | Alfredo Zuany · Meksyk           |                             |

## Klasyfikacja medalowa
| Poz. | Państwo    |   |   |   | Razem |
| ---- | ---------- | - | - | - | ----- |
| 1    | Meksyk     | 5 | 1 | 0 | 6     |
| 2    | Wenezuela  | 1 | 3 | 3 | 7     |
| 3    | Panama     | 1 | 1 | 2 | 4     |
| 4    | Portoryko  | 1 | 1 | 0 | 2     |
| 5    | Kuba       | 0 | 1 | 1 | 2     |
| 6    | Dominikana | 0 | 1 | 0 | 1     |
| 7    | Gwatemala  | 0 | 0 | 1 | 1     |